# Emigrante
Emigrante ist das zweite Studioalbum der kubanischen Band Orishas. Es erschien am 11. Juni 2002 auf Universal Latino und vereint modernen Hip-Hop mit kubanischer Volksmusik wie Son und Bolero. Das Album gewann den Latin Grammy Award für das beste Rap/Hip-Hop Album 2003 und war außerdem für einen Grammy in der Kategorie „Bestes Latin Rock / Alternative Album“ nominiert.

## Hintergründe
Die Musiker lebten zur Zeit der Aufnahmen im Exil in Paris, Mailand und Madrid, aufgenommen wurde das Album in Spanien und Frankreich. Die Band widmete es allen Immigranten weltweit und thematisierte deren Probleme und den Mangel an Rechten, die ihnen eingeräumt werden. Trotzdem sieht die Band Emigrante nicht als politisches Album. Neben diesen Themen verarbeitete die Band Geschichten aus ihrer Heimat und eigene Erfahrungen, die sie in ihrer neuen Wahlheimat gemacht hatten. Obwohl von den meisten US-amerikanischen Radiostationen ignoriert, konnten von Emigrante allein in den USA rund 50.000 Einheiten verkauft werden.

## Kritiken
laut.de meint zu dem Album: Für Liebhaber der Latin-Musik ist diese Platte unverzichtbar, aber auch den HipHop-Heads hat „Emigrante“ einiges zu bieten. Lisa Hageman von CMJ New Music Report weist darauf hin, dass Alben in fremden Sprachen nicht unbedingt den Hörgenuss beeinträchtigen würden. Sie charakterisiert die Musik als Mischung aus dem Besten der kubanischen Musik, insbesondere dem Son, mit Grundelementen des Hip-Hop wie Scratching. Das Album sei „definitiv eine Punktlandung“, vielleicht vor allem deshalb, weil man die Texte nicht verstehe.

## Inhalt
Songliste
1. ¿Qué Pasa? – 3:41
2. Mujer – 3:49
3. Guajiro – 3:19
4. Qué Bola – 4:21
5. Así Fue – 3:49
6. Niños – 3:49
7. 300 Kilos – 0:45
8. Gladiadores – 4:05
9. Ausencia – 3:35
10. Habana – 3:38
11. Testimonio – 4:38
12. El Rey De La Pachacha – 4:09
13. Emigrantes – 3:45
14. Desaparecidos – 3:49
15. La Vida Pasa – 3:47

Aus Emigrante wurden die Songs Testimonio, Mujer and Guajiro als Single ausgekoppelt.